# (5032) Conradhirsh
(5032) Conradhirsh est un astéroïde de la ceinture principale.

## Description
(5032) Conradhirsh est un astéroïde de la ceinture principale. Il fut découvert le 18 juillet 1990 à l'observatoire Palomar par Eleanor Francis Helin. Il présente une orbite caractérisée par un demi-grand axe de 3,00 UA, une excentricité de 0,11 et une inclinaison de 10,6° par rapport à l'écliptique.

## Compléments